# Hydropsyche pellucidula
Hydropsyche pellucidula är en nattsländeart som först beskrevs av Curtis 1834.  Hydropsyche pellucidula ingår i släktet Hydropsyche och familjen ryssjenattsländor. Arten är reproducerande i Sverige. Inga underarter finns listade i Catalogue of Life.

## Bildgalleri

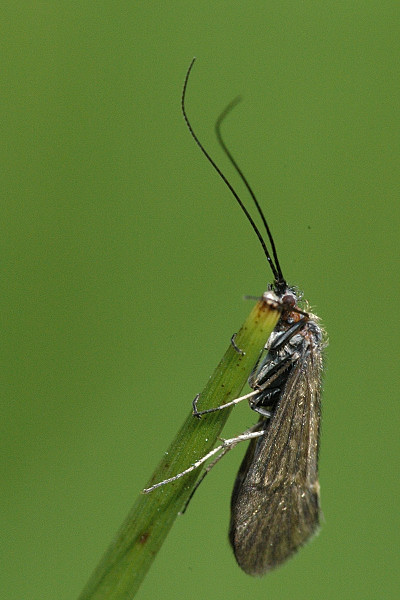
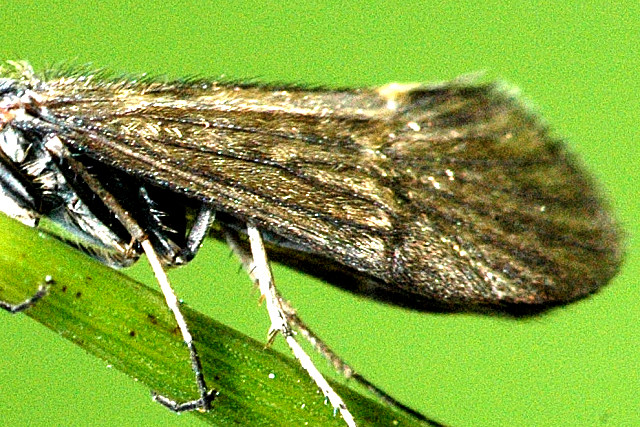